# Дем'яненко Денис Анатолійович
Денис Анатолійович Дем'яненко (нар. 5 липня 2000, Київ, Україна) — український футболіст, нападник чернігівської «Десни».

## Життєпис
Народився в Києві, вихованець місцевої спортивної школи «Атлет».
У вересні 2019 року підписав контракт з «Десною». У футболці чернігівського клубу дебютував 26 лютого 2021 року в переможному (3:0) домашнього поєдинку 16-го туру Прем'єр-ліги проти петрівського «Інгульця». Денис вийшов на поле на 90+2-й хвилині, замінивши Владислава Огірю.

## Особисте життя
Денис син відомого українського футболіста та тренера Анатолія Дем'яненка.